# Obsession (canção de Sky Ferreira)
Obsession é uma canção da cantora americana Sky Ferreira. A canção foi escrita por Justin "DJ Frank E" Franks com os membros do One Republic Ryan Tedder e Jerrod Bettis, ambos co-produzido com DJ Frank E. A canção foi lançada como single em 14 de setembro de 2010 pela Capitol Records. "Obsession" tem sido comparada a "rock and roll" do Gary Glitter e "I Kissed a Girl", de Katy Perry. A canção chegou ao número trinta e sete no Hot Dance Club Songs da Billboard. O vídeo da música para a canção foi dirigido por Marc Klasfeld, e retrata a obsessão de Sky com o ator Michael Madsen.

## Composição
"Obsession" foi escrita e produzida por Ryan Tedder, Jerrod Bettis, e DJ Frank E. Ferreira disse da canção:
"É uma espécie de tirar sarro do narcisismo. Ele tem uma vantagem eletrônica, mas também tem toda esta introdução de Gary Glitter que é perfeito para, digamos, um grande jogo de hóquei"
Depois de seu lançamento, "Obsession" foi apresentada na  Now That's What I Call Music! 35, a primeira trilha sonora de The Vampire Diaries, e da trilha sonora do filme de comédia romÂntica de 2011 Larry Crowne. Um remix da canção por Static Revenger foi também incluído no Now That's What I Call Club Hits 2.

## Vídeo da música
O vídeo da música "Obsession", dirigido por Marc Klasfeld, estreou em 30 de setembro de 2010 na MtvU. No vídeo, Ferreira tem uma paixão com o ator Michael Madsen. Embora seus amigos encontram este ridículo, ela sai em busca de Madsen e tenta convencê-lo a ficar com ela. Ela sonha com Madsen ajudá-la no corte de um dos cabelos de sua amiga. Ela finalmente foge para casa de Madsen. A última cena tem o ator vindo para ver Ferreira e seus amigos em um restaurante. Ambos saem após Madsen pagar para a refeição do grupo, e os "amigos" de Ferreira são deixados atordoados. Ao longo de sequências de sonhos de Ferreira, Madsen está vestido com um terno e alguns dos vídeos foi percebido um aceno no personagem de Madsen como Mr. Blonde do filme de 1992 Reservoir Dogs.

## Faixas
- Digital download[8][9]

1. "Obsession" – 3:44

- US promo CD maxi single – The Remixes[10][11]

1. "Obsession" (Static Revenger Remix) – 6:52
2. "Obsession" (Static Revenger Remix Instrumental) – 6:51
3. "Obsession" (Static Revenger Radio Mix) – 3:34
4. "Obsession" (Static Revenger Dub) – 6:36
5. "Obsession" (Mike Rizzo Funk Generation Club Mix) – 6:51
6. "Obsession" (Mike Rizzo Funk Generation Dub) – 6:51
7. "Obsession" (Mike Rizzo Funk Generation Radio Mix) – 3:40
8. "Obsession" (Mike Rizzo Funk Generation Radio Mix Instrumental) – 3:40
9. "Obsession" (Sam Sparro & Golden Touch Club Mix) – 4:45
10. "Obsession" (Sam Sparro & Golden Touch Dub) – 4:45
11. "Obsession" (Sam Sparro & Golden Touch Radio Mix) – 3:46

## Créditos e pessoal
- Sky Ferreira – vocais
- Jerrod Bettis – produtor
- Justin Franks – engenheiro, produtor
- Ryan Tedder – engenheiro, produtor
- Robert Vosgien – masterização
- Joe Zook – mixagem

## Parada musical
| Parada musical (2011)                       | Pico posição |
| ------------------------------------------- | ------------ |
| Estados Unidos (Billboard Dance Club Songs) | 37           |